# Кесраниды
Кесраниды — вторая династия ширваншахов. Сменила династию Мазьядидов. Происходила от ширваншаха Йазида ибн Ахмада. Хотя династия имела арабское происхождение, к XI веку Кесраниды были персианизированы, и заявляли, что являются потомками древнеперсидских Сасанидских царей, а именно от Ормизда IV.

## Ширваншахи
- Минучихр ибн Йазид, ширваншах (1027—1034)
- Абу Мансур Али ибн Йазид, ширваншах (1034—1043), амир Баб аль-Абваба (1034—1035)
- Кубад ибн Йазид, ширваншах (1043—1049)
- Бухт Нассар Али ибн Ахмад, ширваншах (1049—1050)
- Саллар ибн Йазид, ширваншах (1049—1063)
- Фарибурз ибн Саллар, ширваншах (1063—1096)
- Адуд ад-Даула Абу-ль-Музаффар Минучихр ибн Фарибурз, арранншах (1072—1096), ширваншах (1096—1105)
- Афридун I ибн Фарибурз, амир Баб аль-Абваба (1066—1068, 1068—1072), ширваншах (1105—1120)
- Минучихр III ибн Афридун, ширваншах (1120—1160)
- Афридун II ибн Минучихр, ширваншах (1160)
- ал-Малик ал-Муаззам Джалал ад-Даула ва-д-Дин Абу-л-Музаффар Ахситан ибн Минучихр, ширваншах (1160—1196)
- аль-Малик аль-Муаззам Шаханшах ибн Минучихр, ширваншах (1196—1200)
- аль-Малик аль-Адил Джалал ад-Дунийа ва-д-Дин Фарибурз ибн Афридун, ширваншах (1200—1204)
- Фаррухзад ибн Минучихр, ширваншах (1204)
- аль-Малик аль-Муаззам Гершасп ибн Фаррухзад, ширваншах (1204—1225)
- аль-Малик аль-Муаззам Ала ад-Дин Абу-ль-Музаффар Фарибурз ибн Гершасп, ширваншах (1225—1243)
- Джалаль ад-Дин Ахситан ибн Фарибурз, ширваншах (1244—1260)
- аль-Малик аль-Муаззам Насир ад-Даула ва-д-Дин Абу-л-Фатх Фаррухзад ибн Ахситан, ширваншах (1260—1283)
- Ахситан III ибн Фаррухзад II, ширваншах (1283—1294)
- Кей Кавус ибн Ахситан, ширваншах (1294—1317)
- Кей Кубад (ибн Ахситан?), ширваншах (1317—1356)
- Кавус ибн Кей Кубад, ширваншах (1335—1372)
- Хушенг ибн Кавус, ширваншах (1372—1382)